# Safelight
Safelight è un film del 2015 diretto da Tony Aloupis.

## Trama
1970. Charles è un ragazzo di 17 anni, studente di liceo vittima di bullismo a causa della sua disabilità fisica; l'unica passione dove trova conforto è la fotografia. Vive a casa con il padre Eric, gravemente malato e in fin di vita. Charles lavora per una donna spiritosa di mezza età, Peg, che lo adora e incoraggia a diventare un fotografo famoso. Vickie è una ragazza di 18 anni, fa la prostituta e vive in una stanza di motel vicino alla fermata di camion. Vickie lavora per Skid, che la maltratta e sfrutta. Una sera, mentre Charles sta lavorando durante il suo solito turno serale, fuori dalla vetrina vede Skid malmenare la povera ragazza, Vickie; allora Charles esce fuori con una mazza e minaccia Skid di lasciarla in pace. Skid si allontana ma non prende sul serio il ragazzo a causa della sua condizione fisica. Successivamente, Vickie continuerà a visitare Charles e tra i due nascerà un legame forte di amicizia. La ragazza lo aiuterà con un concorso di fotografia e con i bulli della scuola; mentre Charles l'accompagnerà dalla sua famiglia e a liberarsi di Skid.

## Distribuzione
Il film ebbe una distribuzione limitata attraverso un video on demand il 17 Luglio 2015 da ARC Entertainment.